# Вереш, Петер
Петер Вереш (венг. Veres Péter, 6 января 1897, Балмазуйварош, Австро-Венгрия — 16 апреля 1970, Будапешт, ВНР) — венгерский писатель, поэт и левый политический деятель.

## Биография

### Ранние годы. Война и революции
Родился 6 января 1897 в Балмазуйвароше в бедной крестьянской семье. В школу смог ходить только 4 года, потому что с 12-летнего возраста вынужден был работать. В 1914 году участвовал в аграрно-социалистическом движении. Во время Первой мировой войны в 1917 году проходил службу на итальянском фронте.
Участвовал в революциях 1918 и 1919 годов. В 1919 году женился (у них с супругой было 5 детей), во время Венгерской советской республики входил в рабочий совет, а затем попал в румынский плен. После возвращения из плена в 1920 году был репрессирован за участие в революционном движении. Вошёл в Социал-демократическую партию, участвовал в её съезде в 1931 году.

### Начало литературной деятельности
Его первое произведение было напечатано благодаря Рустему Вамбери, разместившему его письмо. В литературе выступил в 1930-х годах как представитель так называемых «народных писателей». Его первая книга вышла в 1936 году. 
С 1937 года один из руководителей Мартовского фронта. Выступал с политической публицистикой — статьи «Социализм, национализм» (1939), «Народность и социализм» (1942) и т. д.

### После 1944 года: политика и Союз писателей

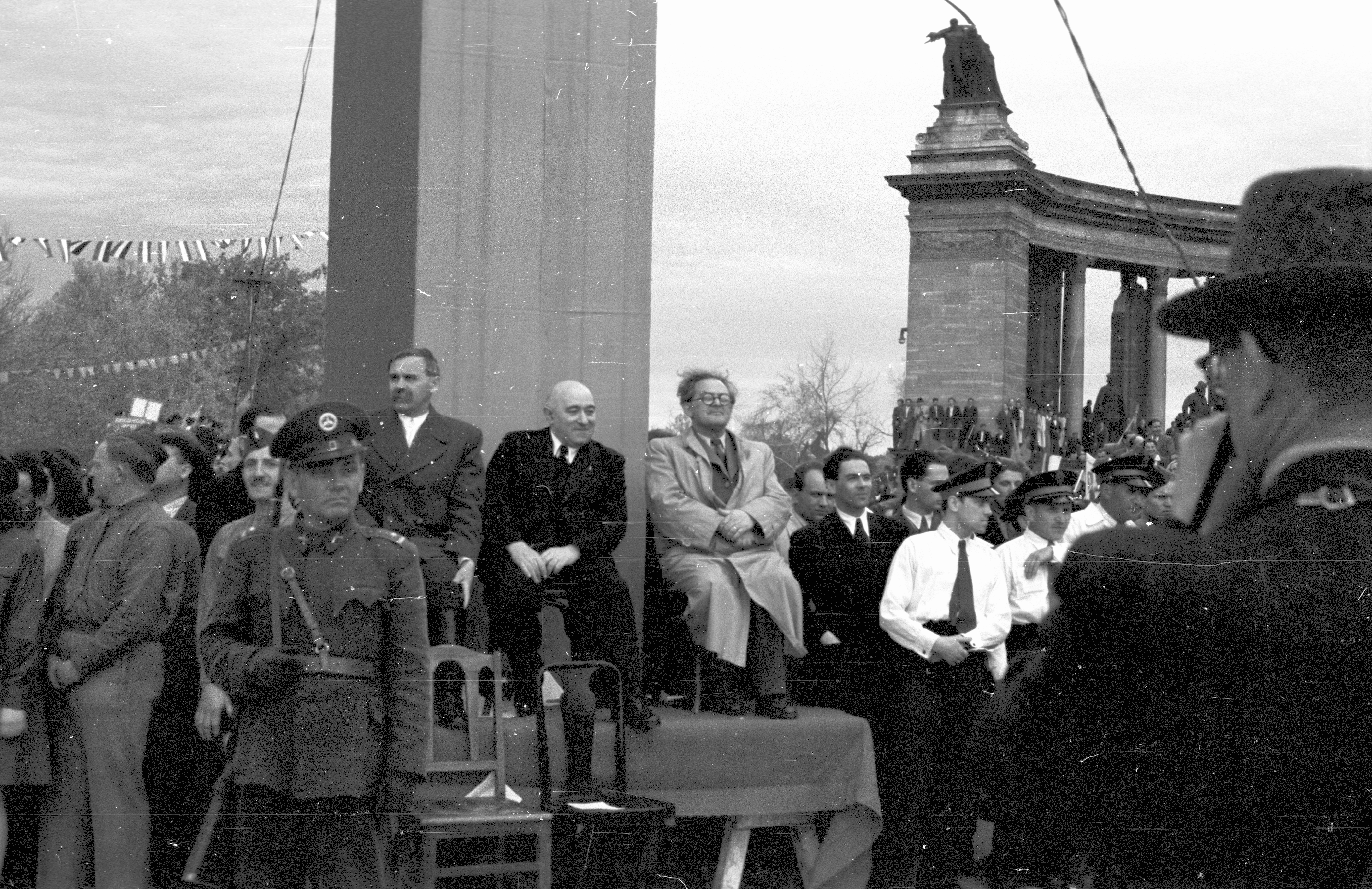
Первомай 1947 года. Сидят слева направо: Петер Вереш, Матьяш Ракоши, Арпад Сакашич

С 21 декабря 1944 до конца жизни был депутатом парламента Венгрии. С марта 1945 по 1949 год был лидером левой аграрной Национально-крестьянской партии. Возглавлял Всевенгерский совет по урегулированию земельной собственности. Был убеждённым сторонником социалистического преобразования общества. Признавая её недостатки, до 1956 года поддерживал политику коллективизации сельского хозяйства.
С 14 марта по 24 сентября 1947 года — министр по делам строительных работ, затем до 9 сентября 1948 года — министр обороны Венгрии (вынужденно, так как его партии отказали в портфеле министра земледелия). В 1954—1956 годах — председатель Союза венгерских писателей.

### После 1956 года
Участвовал в Венгерской революции 1956 года на стороне реформистски настроенных коммунистов: 23 октября на митинге у памятника Юзефу Бему зачитал обращение Союза писателей с требованием возвращения в правительство Имре Надя. 27 октября он, Тибор Дери, Дьюла Ийеш, Золтан Зельк, Ласло Беньямин и Дьюла Хай оставили свои подписи под меморандумом деятелей культуры, в котором просили объявления перемирия. Считался компромиссной фигурой, способной примирить разные группировки. Даже после подавления Венгерского восстания Союз писателей под его началом продолжал линию на демократизацию и реформы.
Член бюро Патриотического народного фронта (1968). Призывал к сохранению пуританской крестьянской этики и народных традиций, осуждал «западные веяния» и «мелкобуржуазных» любителей материальных благ. Умер 16 апреля 1970 года в Будапеште.

## Творчество
Произведения Вереша переведены по крайней мере на 17 языков. Изображал земельный голод и нищету крестьян в сборнике рассказов «Дерновый ряд» (1940) и повести «Неурожайный год» (1942). Премиями имени Кошута в 1950 и 1952 годах отмечены соответственно сборник рассказов о новой венгерской деревне «Испытание» (1949, русский перевод 1954) и сборник «Железнодорожные рабочие» (1951). Трилогия Вереша «История семьи Балог» (1950‒1957) посвящена жизни венгерских крестьян с начала XX века и до режима Миклоша Хорти.

## Произведения

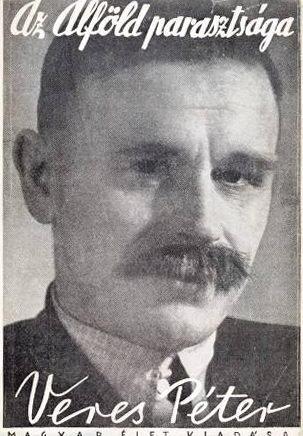
Издание книги Вереша «Крестьянство Алфёльда» 1942 года

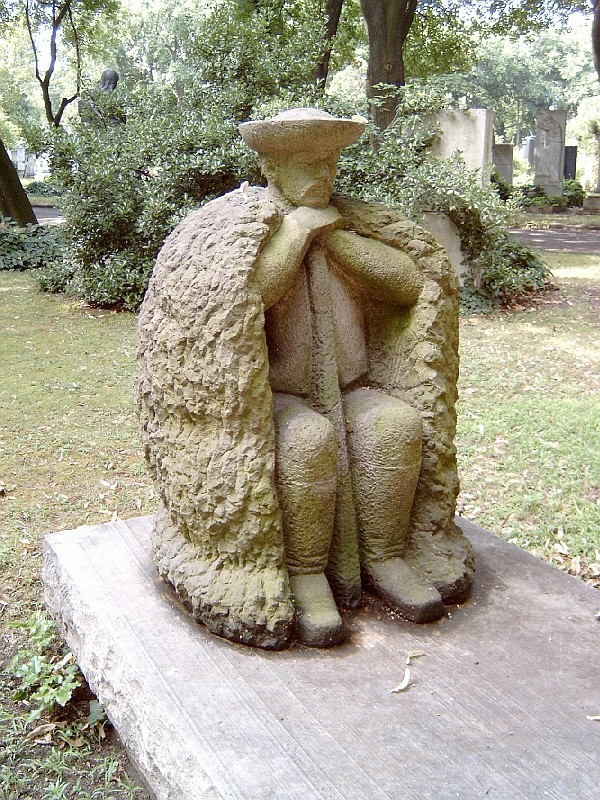
Надгробие Вереша на кладбище Керепеши

- Számadás (regényes önéletrajz) — Révai, Budapest, 1937. 399 p.
- Gyepsor (elbeszélések, versek), Budapest, 1940
- Mit ér az ember, ha magyar? — levelek egy parasztfiúhoz — Magyar Élet, Budapest, 1940. 287 p.
- Ember és írás (tanulmány), Budapest, 1941
- Népiség és szocializmus 194?
- Szocializmus, nacionalizmus 1943
- A válság éveiből. Szabad ország, szabad munka, Budapest, 1945
- Paraszti jövendő, Budapest, 1948
- Próbatétel (regény), Budapest, 1950
- Szolgaság (regény), Budapest, 1950
- Ukrajna földjén (napló), Budapest, 1951
- Szegények szerelme, (regény), Budapest, 1952
- Asszonyhűség (elbeszélések), Budapest, 1957
- János és Julcsa (regény), Budapest, 1957
- A kelletlen leány (regény), Budapest, 1960
- A Balogh család története (regény), Budapest, 1961
- Olvasónapló, Budapest, 1962
- Tiszántúli történetek, Budapest, 1962
- Bölcs és balgatag őseink, Budapest, 1968
- Napforduló (összegyűjtött elbeszélések), Budapest, 1970
- Történelmi jelenlét (cikkek, tanulmányok), Budapest, 1970
- Szárszó (visszaemlékezések), Budapest, 1971
- Számadás (dokumentum)
- Napszámosénekek (versek), Budapest, 1972
- Pályamunkások (regény)
- Almáskert (szatirikus regény)